# Lunjkovec
Lunjkovec je naselje u Republici Hrvatskoj, u sastavu Općine Mali Bukovec, Varaždinska županija. 
Selo se nalazi u nizini u isočnom dijelu ludbreške Podravine dalje od glavnih prometnica. Sastoji se od dužega, dvostranog niza kuća uz glavnu seosku cestu i kratkih, jednostranih nizova uz dva okomita puta prema sjeveru i jugu. S raskrižja na zapadnom kraju sela vodi put prema kapeli Sv. Magdalene, grobnoj kapeli grofova Draškovića u šumi Križančiji. U istočnom je dijelu naselja kapela posvećena Sv. Arkanđelima i Kraljici Anđela.
Selo se prvi put pojavljuje nazivom Lunkovec 1671. godine te je u 17. stoljeću naseljeno, a njegovi stanovnici dobivaju status slobodnjaka.
Prostor je naseljen još od rimskog doba kada je postojala rimska utvrda (Sonista ili Piretis - Peritur, Marković 2002, 51 Vlaislav. Kukuljević 1873, 108, naziv utvrde koji se pripisuje naselju kod Koprivnice)
Lunjkovec je bio jedna od važnih postaja na trasi Ptuj-Osijek (Mursa) u vrijeme "dravskog puta" ali i kasnije za vrijeme "podravske magistrale".
U selu je očuvano nekoliko zidanih kuća s početka 20. stoljeća. Na raskrižju na zapadnom kraju sela nalazi se raspelo, podignuto 1909. godine, a jugozapadno od njega prizemna zgrada vatrogasnog doma. Prema nekim izvorima, između Lunjkovca i susjednog sela Martinića postojala je tvrđava Lonka koja je 1471. godine razorena po nalogu kralja Matije Korvina. Od 1643. godine Lunjkovec pripada vlastelinstvu Drašković sa sjedištem u Velikom Bukovcu.
U neposrednoj blizini postoji geotermalno ležište koje je ispitano s dvije istražne (naftne) bušotine. Geotermalna voda sadrži 5 g/l otopljenih minerala i 3 m3/m3 plina (85 % CO2, oko 15 % ugljikovodika i tragove H2S). Kamenac se počinje taložiti pri uvjetima tlaka nižeg od 10 bar. Ležišna stijena je karbonatna breča s prosječnom poroznošću od 7,5 %. Procijenjeni volumen pora je oko 109 m3, a područje ležišta oko 100 km2. Temperatura ležišta varira u ovisnosti o dubini vrha ležišta. U nepropusnim stijenama, između ležišta i površine temperaturni gradijent je viši od 0,06 °C/m.
Izdašnost bušotina je 58 l/s s temperaturom od 120 do 130 °C. Na ovom ležištu moguće je pretvoriti geotermalnu energiju u električnu pomoću binarnog ciklusa.

## Stanovništvo
Prema popisu stanovništva iz 2001. godine, naselje je imalo 241 stanovnika te 62 obiteljskih kućanstava.
| broj stanovnika | 177   | 204   | 185   | 222   | 256   | 321   | 265   | 331   | 311   | 324   | 335   | 311   | 269   | 253   | 241   | 215   | 173   |
|                 | 1857. | 1869. | 1880. | 1890. | 1900. | 1910. | 1921. | 1931. | 1948. | 1953. | 1961. | 1971. | 1981. | 1991. | 2001. | 2011. | 2021. |